# Huissen

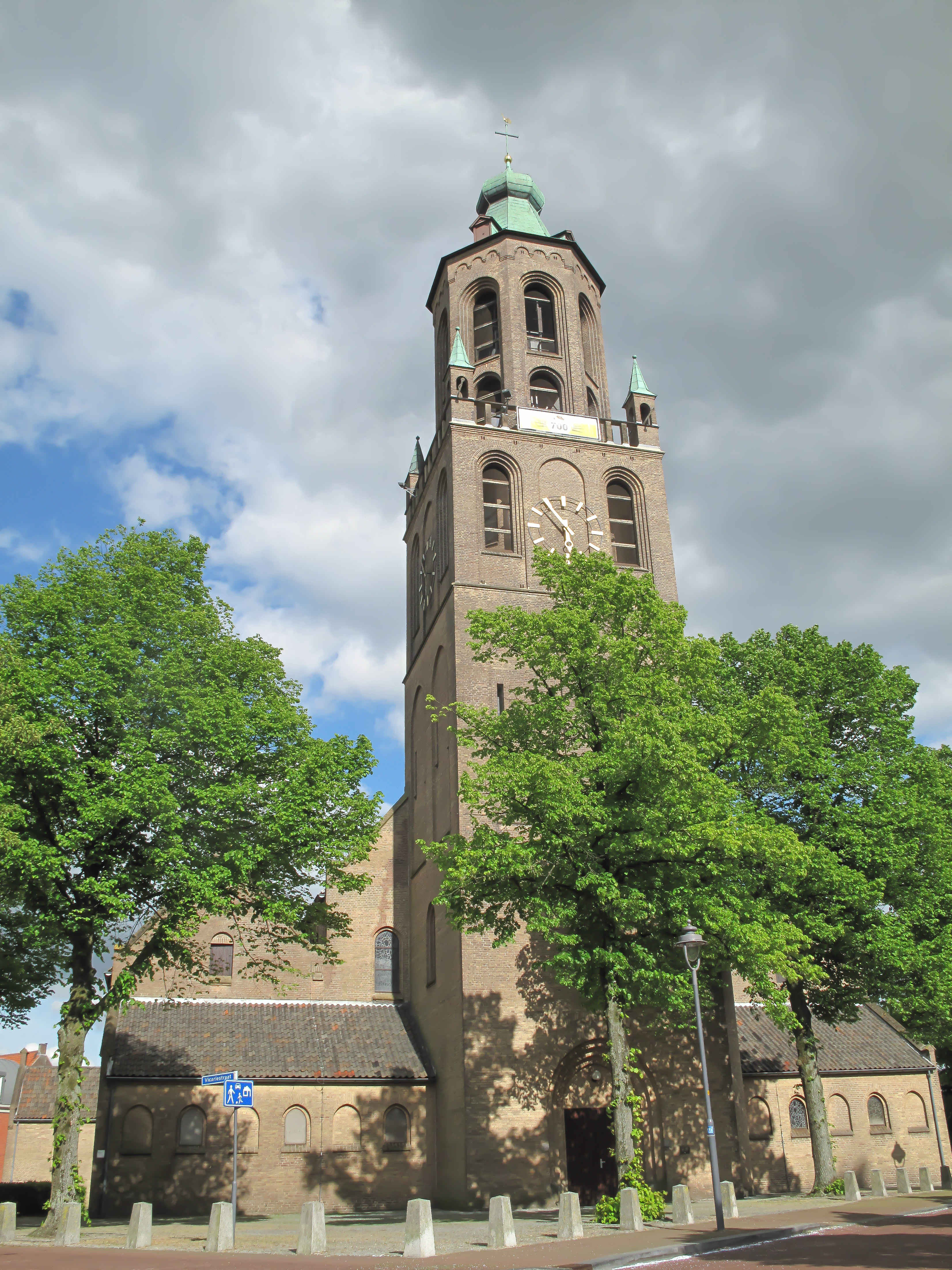
Huissen, église: de Onze Lieve Vrouwe Ten Hemelopnemingskerk

Huissen est une ville située dans la commune néerlandaise de Lingewaard, dans la province de Gueldre. Le 1er janvier 2008, la ville comptait 17 383 habitants.
Jusqu'au 1er janvier 2001, Huissen était une commune indépendante. À cette date, la commune a été rattachée à la commune de Bemmel, en même temps que Gendt. Cette nouvelle commune a été renommée Lingewaard dès le 1er janvier 2003.